# Ormosia profunda
Ormosia profunda är en tvåvingeart som beskrevs av Alexander 1943. Ormosia profunda ingår i släktet Ormosia och familjen småharkrankar. Inga underarter finns listade i Catalogue of Life.